# الیکما
الیکما (به لاتین: Allikmaa) یک روستا در استونی است که در Taebla Parish واقع شده‌است.